# Rudice (district de Blansko)
Pour les articles homonymes, voir Rudice.
Rudice (en allemand : Ruditz) est une commune du district de Blansko, dans la région de Moravie-du-Sud, en République tchèque. Sa population s'élevait à 950 habitants en 2020.

## Géographie
Rudice se trouve à 7 km au sud-est de Blansko, à 19 km au nord-nord-ouest de Brno et à 185 km à l'est-sud-est de Prague.
La commune est limitée par Blansko au nord, par Jedovnice à l'est, par Křtiny au sud-est, par Habrůvka au sud-ouest et par Olomučany à l'ouest.

## Histoire
La première mention écrite de la localité date de 1247.